# Arcidiocesi di Agaña

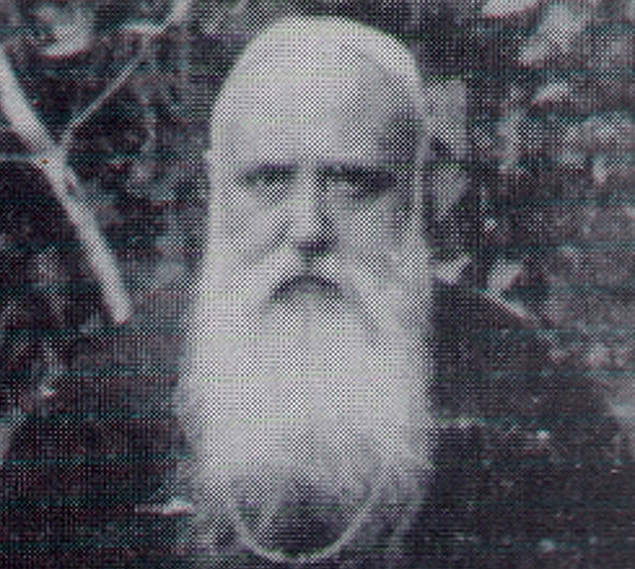
Il primo vicario apostolico di Guam, Francisco Xavier Ricardo Vilá y Mateu (1911-1913)

L'arcidiocesi di Agaña (in latino Archidioecesis Aganiensis) è una sede metropolitana della Chiesa cattolica negli Stati Uniti d'America. Nel 2024 contava 148.275 battezzati su 169.000 abitanti. È retta dall'arcivescovo Ryan Pagente Jimenez.

## Territorio
L'arcidiocesi comprende il territorio di Guam.
Sede arcivescovile è la città di Hagåtña, dove si trova la basilica cattedrale del Dolcissimo Nome di Maria.
Il territorio è suddiviso in 26 parrocchie.

### Provincia ecclesiastica
| Diocesi                      | Stati e Paesi                 |
| ---------------------------- | ----------------------------- |
| Arcidiocesi di Agaña         | Guam                          |
| Diocesi di Chalan Kanoa      | Isole Marianne Settentrionali |
| Diocesi delle Isole Caroline | Palau Micronesia              |

Inoltre è aggregata alla provincia ecclesiastica di Agaña la prefettura apostolica delle Isole Marshall.

## Storia
Il vicariato apostolico di Guam fu eretto il 1º marzo 1911 con il breve Ex hac quam divinitus di papa Pio X, ricavandone il territorio dalla prefettura apostolica delle isole Marianne, che a sua volta era stata eretta nel 1902, ricavandone il territorio dall'arcidiocesi di Cebu.
Il 4 luglio 1946 il vicariato apostolico si ampliò, incorporando le Isole Marianne.
Il 14 ottobre 1965 in forza della bolla Centenario anno di papa Paolo VI il vicariato apostolico fu elevato a diocesi e assunse il nome di diocesi di Agaña; originariamente era suffraganea dell'arcidiocesi di San Francisco.
L'8 marzo 1984 la diocesi è stata elevata al rango di arcidiocesi metropolitana con la bolla Compertum quidem di papa Giovanni Paolo II.
L'8 novembre dello stesso anno ha ceduto il territorio delle Isole Marianne a vantaggio dell'erezione della diocesi di Chalan Kanoa.

## Cronotassi dei vescovi
Si omettono i periodi di sede vacante non superiori ai 2 anni o non storicamente accertati.
- Francisco Xavier Ricardo Vilá y Mateu, O.F.M.Cap. † (25 agosto 1911 - 5 gennaio 1913 deceduto)
- Agustín José Bernaus y Serra, O.F.M.Cap. † (9 maggio 1913 - 10 dicembre 1913 nominato vicario apostolico di Bluefields)
- Joaquín Felipe Oláiz y Zabalza, O.F.M.Cap. † (20 luglio 1914 - 1º gennaio 1933 dimesso)
- León (Miguel) Ángel Olano y Urteaga, O.F.M.Cap. † (9 luglio 1934 - 20 agosto 1945 dimesso)
- Apollinaris William Baumgartner, O.F.M.Cap. † (25 agosto 1945 - 18 dicembre 1970 deceduto)
- Felixberto Camacho Flores † (24 aprile 1971 - 25 ottobre 1985 deceduto)
- Anthony Sablan Apuron, O.F.M.Cap. (10 marzo 1986 - 4 aprile 2019 sollevato)[3]
- Michael Jude Byrnes † (4 aprile 2019 succeduto[4] - 28 marzo 2023 dimesso)[5]
- Ryan Pagente Jimenez, dal 6 luglio 2024

## Statistiche
L'arcidiocesi nel 2024 su una popolazione di 169.000 persone contava 148.275 battezzati, corrispondenti all'87,7% del totale.
| anno | popolazione | popolazione | popolazione | presbiteri | presbiteri | presbiteri | presbiteri                | diaconi | religiosi | religiosi | parrocchie |
| anno | battezzati  | totale      | %           | numero     | secolari   | regolari   | battezzati per presbitero | diaconi | uomini    | donne     | parrocchie |
| ---- | ----------- | ----------- | ----------- | ---------- | ---------- | ---------- | ------------------------- | ------- | --------- | --------- | ---------- |
| 1950 | 32.209      | 32.700      | 98,5        | 27         | 3          | 24         | 1.192                     |         | 44        | 120       | 17         |
| 1966 | 60.046      | 62.240      | 96,5        | 41         | 15         | 26         | 1.464                     |         | 18        | 206       | 24         |
| 1970 | 80.872      | 115.000     | 70,3        | 78         | 23         | 55         | 1.036                     |         | 57        | 213       | 24         |
| 1976 | 111.831     | 141.871     | 78,8        | 54         | 26         | 28         | 2.070                     | 18      | 36        | 148       | 31         |
| 1980 | 120.659     | 129.428     | 93,2        | 51         | 19         | 32         | 2.365                     | 11      | 43        | 146       | 35         |
| 1990 | 114.404     | 126.169     | 90,7        | 46         | 19         | 27         | 2.487                     | 5       | 29        | 143       | 26         |
| 1999 | 122.962     | 144.977     | 84,8        | 43         | 28         | 15         | 2.859                     | 9       | 20        | 120       | 24         |
| 2000 | 122.962     | 144.867     | 84,9        | 37         | 27         | 10         | 3.323                     | 9       | 15        | 120       | 24         |
| 2001 | 150.563     | 167.292     | 90,0        | 47         | 31         | 16         | 3.203                     | 7       | 22        | 125       | 24         |
| 2002 | 125.167     | 154.805     | 80,9        | 38         | 33         | 5          | 3.293                     | 9       | 21        | 120       | 24         |
| 2003 | 131.430     | 154.623     | 85,0        | 47         | 32         | 15         | 2.796                     | 8       | 21        | 120       | 24         |
| 2004 | 131.584     | 154.805     | 85,0        | 47         | 32         | 15         | 2.799                     | 20      | 16        | 120       | 24         |
| 2006 | 132.494     | 155.687     | 85,1        | 42         | 30         | 12         | 3.154                     | 20      | 12        | 103       | 24         |
| 2012 | 157.000     | 184.000     | 85,3        | 47         | 38         | 9          | 3.340                     | 17      | 9         | 100       | 24         |
| 2015 | 140.593     | 165.404     | 85,0        | 50         | 41         | 9          | 2.811                     | 18      | 10        | 86        | 24         |
| 2018 | 149.094     | 175.404     | 85,0        | 45         | 32         | 13         | 3.313                     | 25      | 22        | 79        | 26         |
| 2020 | 145.000     | 165.768     | 87,5        | 43         | 30         | 13         | 3.372                     | 25      | 25        | 64        | 26         |
| 2022 | 148.100     | 168.800     | 87,7        | 48         | 37         | 11         | 3.085                     | 25      | 20        | 64        | 27         |
| 2023 | 148.275     | 169.000     | 87,7        | 44         | 33         | 11         | 3.369                     | 18      | 20        | 64        | 26         |